# Communauté rurale de Diakhao
La communauté rurale de Diakhao est une communauté rurale du Sénégal située à l'ouest du pays, au sud de Dakar.
Elle fait partie de l'arrondissement de Diakhao, du département de Fatick et de la région de Fatick.
Lors du dernier recensement, la CR comptait 20 958 personnes et 2 371 ménages.